# The Buzz on Maggie
The Buzz on Maggie (La mosca Maggie en España y Maggie, una mosca con onda en Hispanoamérica) es una serie de televisión estadounidense de animación creada por Dave Polsky para Disney Channel. La serie se centra en una ambiciosa y expresiva mosca adolescente llamada Maggie Pesky y su familia y amigos. El espectáculo se establece en Stickyfeet, una ciudad de insectos ubicados en un vertedero. Mientras que conceptualizaba la serie, Polsky quiso que contener un aspecto juguetón en la adolescencia y el director Dave Wasson formó la mirada total de los caracteres, siendo influenciado pesadamente por los cortos tempranos de Walt Disney. The Buzz on Maggie fue la primera serie de Disney que se animó completamente en Adobe Flash, un proceso realizado por Bardel Entertainment y Future Thought Productions.
The Buzz on Maggie se estrenó el 17 de junio de 2005 y transmitió su episodio final el 27 de mayo de 2006, concluyendo su primera y única temporada. La serie recibió comentarios positivos de los críticos de televisión, muchos de los cuales elogiaron su humor, actuación de voz y escritura. 
La canción del tema "Just the Way I Am", interpretada por la cantante canadiense Skye Sweetnam, también fue recibida con elogios críticos y una nominación al Premio Emmy Daytime en 2006. Durante su carrera, The Buzz en Maggie también recibió una nominación al Premio Annie por su personaje diseño.

## Argumento
La serie se centra en Maggie Pesky (Jessica DiCicco), una expresiva mosca adolescente y su familia; Los padres Chauncey (Brian Doyle-Murray) y Frieda (Susan Tolsky); Los hermanos Aldrin (David Kaufman) y Pupert (Thom Adcox-Hernandez); y la hermana Bella (Tara Strong), que sigue siendo un gusano. La familia reside en un viejo cartón de leche en la metrópoli suburbana de Stickyfeet, que se encuentra en un vertedero. Maggie tiene una personalidad ambiciosa y aventurera y aspira a convertirse en una estrella del rock. Su enfoque de la vida a menudo sufre consecuencias inesperadas en las que se pone en peligro, ya que suele seguir sus propios impulsos, aunque van en contra de las reglas o los deseos de sus padres. Sin embargo, ella finalmente aprende su lección, que es uno de los temas centrales de la concepción del show.
Maggie asiste a una escuela secundaria llamada Buzzdale Academy con su mejor amiga Rayna Cartflight (Cree Summer) y el nemesis Dawn Swatworthy (Tara Strong). El personal de la escuela incluye al astuto Principal Peststrip (Jeff Bennett), al pomposo Sr. Bugspit (Curtis Armstrong) ya la brusca Sra. Wingston (Candi Milo). The Buzz on Maggie utiliza un estilo de comedia Slapstick y se basa ligeramente en humor bruto. También incluye varios aspectos de los insectos, como el apetito de las moscas por comida estropeada y podrida. El espectáculo presenta varias referencias a la cultura pop y temas comunes, como la rivalidad entre hermanos y la presión de los compañeros, desde el punto de vista de una mosca.

## Personajes

### Principales
- Margaret "Maggie" Mary Pesky: La protagonista de la serie. Es una mosca que está interesada en la música rock. Vive en la ciudad de "Pies Pegotes" junto con su familia y su mejor amiga Rayna. Ella toca la guitarra y quiere ser una estrella de rock. Es la segunda hija de la familia.

- Aldrin Pesky: El hermano mayor de Maggie. Aldrin trabaja parte de su tiempo en el restaurante de comida rápida "Buzz Burger". Es muy popular en la escuela y es el capitán del equipo de fútbol americano. Es el hijo mayor de la familia.

- Pupert Pesky: El hermano menor de Maggie. Pupert ayuda a Maggie en sus planes y es un buen fotógrafo. También, tiene "el deseo de tener éxito" como Aldrin, pero le falta sus talentos. Es el hijo menor de la familia.

- Bella Pesky: La bebe de la familia Pesky. No puede hablar, y tiene talentos de ser malabarista. También, baila breakdance. Es la cuarta hija de la familia.

- Frieda Pesky: La madre de la familia Pesky. Es una fanática de las compras.

- Chauncey "Chuck" Pesky: El padre de la familia Pesky. Adora contar lo que escribió en su diario hasta que descubre que es algo tonto y solo a Pupert le gustaba.

- Rayna Cartflight: La mejor amiga de Maggie. A menudo le indica la falla de los planes de Maggie. Ella toca la batería.

- Dawn Swatworthy: La rival de Maggie. Es una chica snob que pretende ser agradable.

## Reparto
| Inglés: - Jessica DiCicco:Maggie Pesky - David Kaufman: Aldrin Pesky - Thom Adcox-Hernandez: Pupert Pesky - Cree Summer: Rayna Cartfly - Brian Doyle-Murray: Chauncey Pesky - Susan Tolsky: Frieda Pesky - Jeff Bennett: Director Mosconi - Tara Strong: Dawn Swatworthy - Patrick Warburton: George - Curtis Armstrong: Sr. Bugspit - Billy West: Eugene, Wendell | Español neutro: - Jessica Ortiz: Maggie Pesky - Arturo Mercado Jr.: Aldrin Pesky - Luís Daniel Ramírez: Pupert Pesky - Arturo Mercado: Sr. Jonesy Pesky - Erica Edwards: Rayna Cartfly - María Santander: Frida Pesky - Jesse Conde: Director Mosconi - Rubén Moya: Presidente Pestrip - Gaby Ugarte: Dawn Swatworthy - Sebastián Llapur: George - Joana Brito: Sra. Alitas - Rubén Trujillo: Sra. Cartflight - Moisés Iván Mora: Larry - Alejandro Mayén: Zeb - Víctor Ugarte: Eugene - Gabriel Ortiz: Wendell - Laura Torres: Lacey Mariquita - Ricardo Mendoza: Melvin Stinkleton - Eduardo Giaccardi: Carpintero Snapercival - Francisco Colmenero: Abuelo Pesky/Lectura de títulos y carteles - Créditos Técnicos: - Estudio de Doblaje: Acrisound México S.A. de C.V. - Estudios Candiani - Director de Diálogo: Arturo Mercado - Traductor Adaptador: María del Carmen López - Director Musical: Jack Jackson - Director Creativo: Raúl Aldana - Doblaje al español producido por: Disney Character Voices International, Inc. |

## Producción

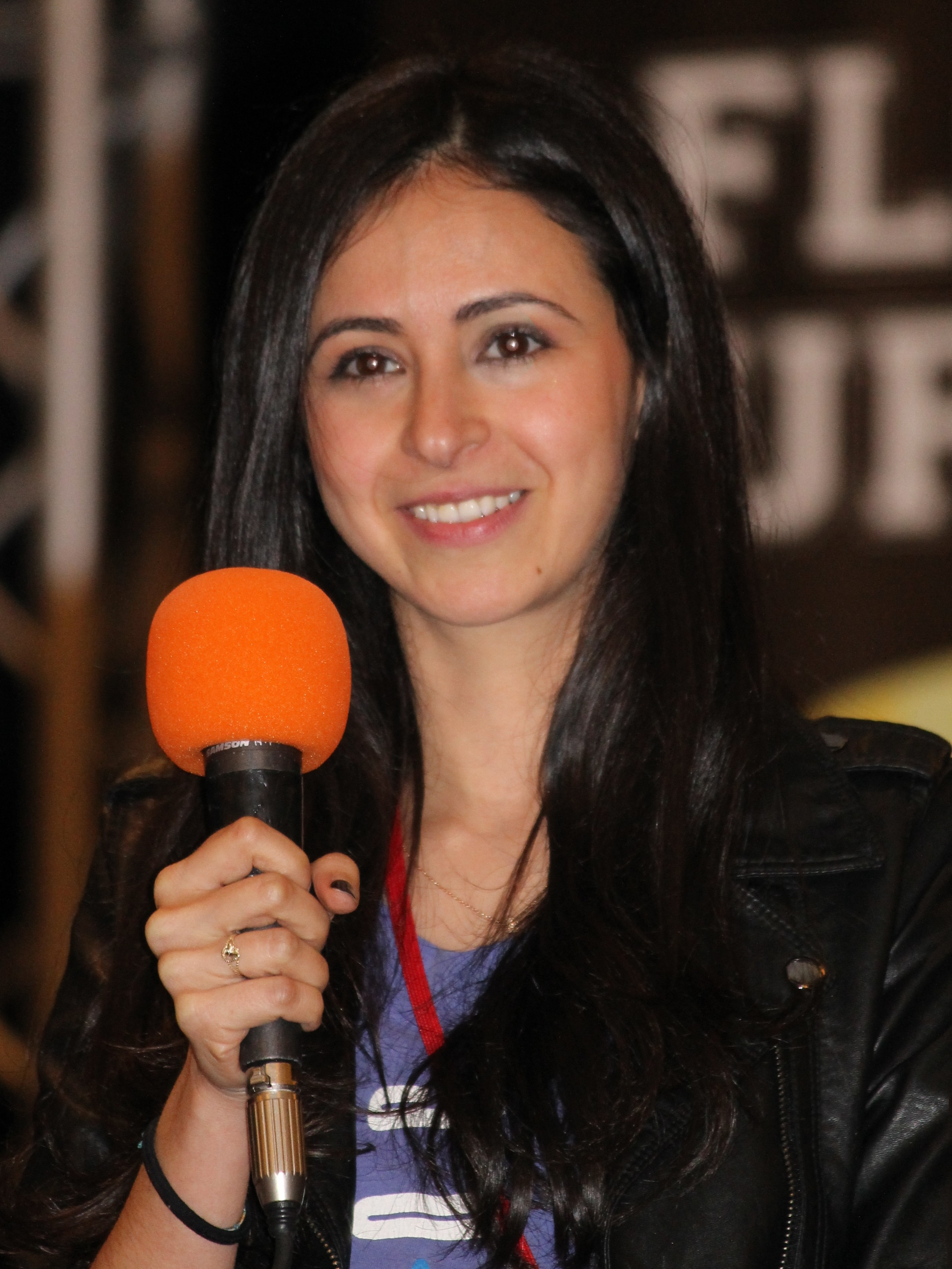
Jessica DiCicco, voz de Maggie.

El concepto de The Buzz on Maggie fue creado por David Polsky, un exescritor de Scary Movie 2 y South Park. En una entrevista a Animation World Network, explicó que la serie utiliza un aspecto lúdico en la adolescencia, nombrándolo "individualidad frente a la conformidad". Él dijo: "Maggie debe aprender a seguir su agenda sin alejar a las personas que le importan. Más a menudo, Maggie aprende que es difícil negociar la vida en sus términos sin quemar puentes". Dave Wasson, el creador de la serie animada Time Squad, se desempeñó como director, y productor ejecutivo de la serie con Polsky, mientras que Laura Perkins Brittain fue lal coproductora ejecutiva.
El director de Dave Wasson formó el diseño del personaje de Maggie y apoyó el uso de Adobe Flash para animar la serie. Le dijo a Animation Magazine que estaba convencido de que Flash era una "buena manera de ir", ya que tenía experiencia previa con el programa, como comerciales y cortometrajes. Para los diseños de personajes, Wasson estuvo muy influenciado por los primeros cortos de dibujos animados de Tex Avery, Warner Bros. y Walt Disney. Notó que los personajes de The Buzz on Maggie tienen "muchos toques de la década de 1930" y usan guantes blancos, que es un homenaje directo a los cortos de dibujos animados. Los personajes también tienen diseños inspirados en el Anime con cabezas de gran tamaño y ojos grandes. Wasson declaró que el concepto de Maggie viviendo en un basurero le dio "muchas oportunidades visuales"
The Buzz on Maggie es la primera serie de Disney en ser animado plenamente en Adobe Flash, un proceso realizado por Bardel Entertainment y Future Thought Productions. Tras la cancelación de WB Kids, muchos animadores de ¡Mucha Lucha! fueron contratados en The Buzz on Maggie.
La tema de la serie en inglés es "Just the Way I Am" que fue compuesta por Bob Thiele Jr. y Dillon O'Brian, e interpretada por la cantante canadiense Skye Sweetnam. Jessica DiCicco fue elegida para dar voz a Maggie. El resto del reparto principal incluido fueron David Kaufman, Thom Adcox-Hernandez, Cree Summer, Brian Doyle-Murray y Susan Tolsky. Tara Strong expresó Maggie némesis Amanecer, y entre otros personajes secundarios. La serie tuvo un par de actores de voz de invitados, como Laraine Newman y Jon Polito.

## Recepción

### Crítica
The Buzz on Maggie recibió críticas positivas de los críticos de televisión. Jeff Hidek de Star-News lo vio como "Las aventuras de Miss Spider conociendo a La Familia Proud " y la nombró "con mucho la más entretenida de las nuevas ofertas de este verano".
Roger Catlin de Hartford Courant escribió que se destaca de otros espectáculos en Disney Channel por "ser un poco descarado y agudo, y mucho más divertido que la mayoría de las cosas del canal". Él escribió que el canal "vuelve a la carrera dominada por las ofertas Cartoon Network ... y una lista de Nickelodeon ... con una oferta justo como la cadera y bien diseñado". Catlin elogió la voz de actuación y la escritura "aguda", afirmando que el factor anterior "golpeó a la casa de humor".
El crítico David Hiltbrand de The Philadelphia Inquirer observó que aunque el programa incluye "un poco" de humor bruto, pero "es Razonablemente de buen gusto para los estándares adolescentes ". Él concluyó, "La animación ... es un poco deficiente, pero la premisa está muy bien mantenida."
Hal Erickson de AllMovie consideró el concepto de la mosca poco original, pero dijo que la demostración "se separa de tales esfuerzos anteriores". Erickson consideraba que la "actitud fuerte y contundente" de Maggie era un modelo positivo para los niños.
Un crítico de Observer-Reporter lo consideró "convenientemente tonto", y Robert Lloyd de Los Angeles Times lo calificó de "delicioso".
En el momento de su estreno, Gail Pennington de St. Louis Post-Dispatch nombró el espectáculo como uno de los "Tops de la noche".
Kenny McDonough, de Lawrence Journal-World, escribió que The Buzz on Maggie "tiene un equilibrio decente entre la anarquía de los dibujos animados y el juego de Disney ve adelante  Niña sermoneandote ". Él elogió el carácter del "del carácter del carácter del título", escribiendo que evita que las historias sean "demasiado lindas".

Jeanne Spreier de The Dallas Morning News clasificó The Buzz en Maggie con un B y lo consideró como "cartooning perfecto" para los niños. Ella escribió: "Las tramas relativamente simples, con resoluciones igualmente sencillas y un diálogo muy limpio, crean dibujos finos para el respiro de la tarde de la escuela". De manera similar, la canción del programa "Just the Way I Am" recibió reacciones positivas; Hiltbrand lo llamó "grande", y Dawson escribió que "cada episodio explota con la canción tema dinámica".
"Son las voces ... las que golpean el humor del hogar, desde Jessica DiCicco en el papel protagónico hasta el maravillosamente conocido amigo Rayna de Cree Summer, hasta la reconocible aspereza de Brian Doyle-Murray como su padre. Esperemos que la pandilla de Stickyfeet se quede".
— Roger Catlin, Hartford Courant 

### Premios
En 2005, Jorge Gutiérrez fue nominado para el Mejor Diseño de personajes en la 33.ª de los Premios Annie, por su trabajo en el episodio "Bella Con Carny". Sin embargo, él perdió ante Ernie Gilbert de Los Padrinos Mágicos. Al año siguiente, Bob Thiele Jr. y Dillon O'Brian recibieron una nominación a la Mejor Canción Original por el tema "Just the Way I Am" en la 33.ª de lo Daytime Emmy Awards, pero perdió ante la canción "Sunshine" de The Young and the Restless.

## Cronología
| Predecesor: The Suite Life of Zack & Cody | Series Originales de Disney Channel | Sucesor: The Emperor's New School |